# أندريس غارسيا
أندريس غارسيا (بالإسبانية: Andrés García)‏ هو ممثل سينمائي وتلفزيوني وكاتِب من المكسيك. (ولد في جمهورية الدومنيكان يوم 24 مايو من العام 1941) من أشهر أعماله مسلسل أنت أو لا أحد.

## وصلات خارجية
- أندريس غارسيا على موقع IMDb (الإنجليزية)
- أندريس غارسيا على موقع روتن توميتوز (الإنجليزية)
- أندريس غارسيا على موقع ألو سيني (الفرنسية)
- أندريس غارسيا على موقع أول موفي (الإنجليزية)
- أندريس غارسيا على موقع قاعدة بيانات الأفلام السويدية (السويدية)
- أندريس غارسيا على موقع قاعدة بيانات الفيلم (الإنجليزية)
- أندريس غارسيا على موقع كينوبويسك (الروسية)